# Ariyojeding
Ariyojeding is een bestuurslaag in het regentschap Tulungagung van de provincie Oost-Java, Indonesië. Ariyojeding telt 5551 inwoners (volkstelling 2010).